# نهر نجو
نهر نجو أو لا نجو، هو نهر في كاليدونيا الجديدة. إنه تيار يتدفق إلى خليج بيريجو. 

## أنظر أيضا
- قائمة أنهار كاليدونيا الجديدة